# بنات للحب (فلم)
بنات للحب فيلم سينمائي سوري من إنتاج العام 1974.

## قصة الفيلم
تجري أحداث الفيلم حول الصراع بين رئيس الصيادين (أحمد) و(المعلم رضا) الذي يظلمهم وتحاول إبنته (سناء) حل الخلاف بينهما وأثناء ذلك تنشأ قصة حب بينها وبين الريس (أحمد) 

## فريق العمل
قصة وسيناريو: رضا ميسر
إخراج: رضا ميسر
إنتاج: شركة الصباح السينمائية وعادل القوادري
مخرج مساعد: يوسف شرف الدين، سهيل ميسر
توزيع: تحسين القوادري
مدير التصوير: محمد الرواس
غناء: فؤاد حجازي
ألحان وموسيقى تصويرية: سهيل عرفة
حوار وكلمات الأغاني: عبد العزيز سلام

## بطولة
- نيللي (سناء)
- أحمد رمزي (أحمد)
- نبيلة النابلسي
- إغراء (نوال)
- أديب قدورة (نذير)
- مها الصالح (ناهد)
- محمد رضا (المعلم رضا)
- زياد مولوي (زياد)
- فؤاد حجازي (حجازي)
- مظهر الحكيم
- زياد منقاري
- محمد الدكش (زغلول)
- شمعون عنتر
- جورج هيلانة
- عبدالقادر الفحل